# Nacionalni park Paklenica
Nacionalni park Paklenica este o arie protejată (sit de importanță comunitară — SCI) din Croația întinsă pe o suprafață de 9.507,56 ha, integral pe uscat.

## Localizare
Centrul sitului Nacionalni park Paklenica este situat la coordonatele 44°20′32″N 15°29′16″E / 44.342096°N 15.4878°E.

## Înființare
Situl Nacionalni park Paklenica a fost declarat sit de importanță comunitară în iulie 2013 pentru a proteja 7 specii de plante și 17 specii de animale.

## Biodiversitate
Situată în ecoregiunile alpină și mediteraneană, aria protejată conține 10 habitate naturale: Pante stâncoase calcaroase cu vegetație casmofită, Păduri de pin (sub-) mediteraneene cu pini negri endemici, Păduri ilirice de Fagus sylvatica (Aremonio-Fagion), Peșteri inaccesibile publicului, Tufărișuri cu Pinus mugo și Rhododendron hirsutum (Mugo-Rhododendretum hirsuti), Formațiuni de Juniperus communis pe lande sau pajiști calcaroase, Matorral arborescenți cu Juniperus spp., Grohotișuri calcaroase și de șisturi calcaroase de la nivelul montan până la nivelul alpin (Thlaspietea rotundifolii), Grohotișuri est-mediteraneene, Pajiști alpine și subalpine calcaroase.
La baza desemnării sitului se află mai multe specii protejate:
- plante (7): Aquilegia kitaibelii, Arabis scopoliana, Cerastium dinaricum, papucul doamnei (Cypripedium calceolus), Eryngium alpinum, Genista holopetala, sisinei (Pulsatilla grandis)
- mamifere (11): liliac cârn (Barbastella barbastellus), lupul (Canis lupus), Dinaromys bogdanovi, râs eurasiatic (Lynx lynx), liliac cu aripi lungi (Miniopterus schreibersii), liliac cu urechi mari (Myotis bechsteinii), liliac cărămiziu (Myotis emarginatus), liliac comun (Myotis myotis), liliacul mare cu potcoavă (Rhinolophus ferrumequinum), liliacul mic cu potcoavă (Rhinolophus hipposideros), urs brun (Ursus arctos)
- nevertebrate (5): croitorul mare al stejarului (Cerambyx cerdo), Leptodirus hochenwartii, rădașcă (Lucanus cervus), croitorul cenușiu al stejarului (Morimus funereus), Rosalia alpina
- reptile (1): Vipera ursinii macrops

Pe lângă speciile protejate, pe teritoriul sitului au mai fost identificate 22 de specii de plante, 2 specii de nevertebrate.